# 世界撞球协会
世界撞球协会（英語：World Pool-Billiard Association），曾译为世界花式撞球協會，是一个国际撞球机构，成立于1987年，由来自日本、美国、瑞典和德国的代表组成临时董事会。截至2011年11月，澳大利亚的伊恩·安德森担任总裁，组织总部设在悉尼。世界撞球协会是世界撞球總會（WCBS）的关联组织，负责制定撞球的规则和比赛。

## WPA-ICEA 联合声明
2021年4月29日，世界撞球协会（WPA）与中式台球国际联合会（ICEA）联合发布声明，宣布双方正式签署合作协议，使ICEA成为全球范围内管理和推广中式台球运动的唯一官方机构。ICEA充分认同WPA在撞球运动体系中的管理地位。这一事件标志着ICEA通过WPA体系进入国际奥林匹克组织体系。